# Списък на натурализираните български спортисти
Тази статия представлява списък на натурализираните спортисти, състезавали се за България в определен период от кариерата си.

## Автомобилни спортове
- Александър Бох

## Бадминтон
- Алекс Влаар

## Баскетбол
Представени са играчите с поне 1 мач за националния отбор.
- Родерик Блекни[1]
- Ибрахим Джабер[2]
- Ърл Роуланд
- Ърл Калоуей[3]
- Джаред Хоуман[4]
- Седрик Симънс[5]
- Бранко Миркович
- Джейсън Уошбърн[6]
- Дий Бост
- Коди Милър-Макинтайър
- Брендън Йънг

## Бокс
- Хавиер Ибанес Диас[7]
- Йордан Морехон

## Борба
- Анатолий Гуйдя
- Армен Назарян
- Николай Паслар
- Елис Гури
- Леонид Базан
- Тарек Абделслам
- Айк Мнацаканян
- Ахмед Батаев
- Рамазан Рамазанов
- Али-Паша Умарпашаев[8]
- Ахмед Магомаев
- Абу-Муслим Амаев
- Салман Хидиров
- Семьон Новиков

## Вдигане на тежести
- Алан Цагаев

## Конен спорт
- Саманта Макинтош

## Лека атлетика
- Григорий Педан
- Евгений Белий

## Ски алпийски дисциплини
- Килиан Албрехт

## Ски бягане
- Андрей Гридин

## Спортна гимнастика
- Шарл Шампо

## Таекуендо
- Кимия Ализаде

## Фигурно пързаляне
- Максим Шабалин[9]
- Максим Ставийски
- Юрий Куракин

## Футбол
Представени са играчите с поне 1 мач за националния отбор.
|               | Футболист          | Мача | Гола | Период      |
| ------------- | ------------------ | ---- | ---- | ----------- |
| Руска империя | Фридрих Клюд       | 1    | 0    | 1927        |
| Чехословакия  | Карел Буркерт      | 1    | 0    | 1934        |
| Италия        | Амедео Клева       | 2    | 0    | 1948 – 1950 |
| Югославия     | Драголюб Симонович | 1    | 0    | 1998        |
| Югославия     | Предраг Пажин      | 32   | 0    | 2000 – 2004 |
| Югославия     | Зоран Янкович      | 30   | 2    | 2002 – 2007 |
| Югославия     | Златомир Загорчич  | 23   | 0    | 1998 – 2004 |
| Бразилия      | Тиаго Силва        | 1    | 0    | 2006        |
| Хърватия      | Игор Томашич       | 16   | 0    | 2006 – 2009 |
| Бразилия      | Лусио Вагнер       | 15   | 0    | 2006 – 2009 |
| Бразилия      | Маркиньос          | 6    | 0    | 2011 – 2014 |
| Сърбия        | Иван Чворович      | 1    | 0    | 2012 – 2014 |
| Бразилия      | Марселиньо         | 11   | 2    | 2016 – 2019 |
| Бразилия      | Вандерсон          | 6    | 0    | 2019 – 2020 |
| Бразилия      | Сисиньо            | 7    | 0    | 2020        |

## Шахмат
- Олег Нейкирх
- Татяна Лемачко